# Fistularia corneta
Fistularia corneta är en fiskart som beskrevs av Gilbert och Starks, 1904. Fistularia corneta ingår i släktet Fistularia och familjen Fistulariidae. IUCN kategoriserar arten globalt som livskraftig. Inga underarter finns listade i Catalogue of Life.